# Furigana
 (septembre 2014).
Si vous disposez d'ouvrages ou d'articles de référence ou si vous connaissez des sites web de qualité traitant du thème abordé ici, merci de compléter l'article en donnant les références utiles à sa vérifiabilité et en les liant à la section « Notes et références ».
En japonais, les furigana (振り仮名), ou encore yomigana (読み仮名), de yomu (読む, « lire »), sont des kanas écrits à côté d'un kanji pour en indiquer la prononciation. En effet, les kanas permettent de transcrire phonétiquement tout mot japonais. Dans un texte présenté horizontalement, on les place au-dessus des caractères. Dans un texte vertical, cependant, ils sont tracés à droite. C'est un type de caractères ruby (ou rubi).
Par exemple (les furigana permettent de lire le mot kanji) :
| 漢 | か ん |
| 字 | じ    |

| かん | じ |
| 漢   | 字 |

ou, en utilisant la balise HTML <ruby>, qui ne fonctionne pas avec tous les navigateurs : 漢字.

## Utilisations
Les furigana sont principalement utilisés pour indiquer la prononciation des kanjis « difficiles ». Cette notion dépend de plusieurs facteurs, notamment de l'âge du lecteur ou de son niveau d'instruction. Un même kanji peut donc être considéré comme « difficile » dans un livre pour enfants (et donc accompagné de furigana), mais facile dans un livre pour adultes.
Les furigana sont très employés :
- dans les publications pour la jeunesse (comme les mangas ou les livres scolaires) ;
- dans les ouvrages pédagogiques pour les apprenants étrangers.

Autres utilisations des furigana :
- quand un kanji ne fait pas partie des 2 136 « caractères courants » ou jōyō kanji ;
- dans les carnets d'adresses et autres répertoires de noms (les noms propres japonais n'étant en effet pas toujours directement prononçables).

## Écritures
Généralement, les furigana sont écrits en hiragana, mais ce n'est pas toujours le cas. Par exemple :
- pour donner les lectures d'un kanji, on différencie parfois les lectures kun'yomi (d'origine japonaise) des lectures on'yomi (d'origine chinoise) en écrivant les premières en hiragana et les secondes en katakana ;
- pour les fiches administratives, il est parfois demandé d'écrire le furigana des noms propres en katakana pour faciliter le traitement informatique, ou améliorer la lisibilité. Le hiragana étant une écriture cursive, elle est moins lisible que le katakana ;
- dans les mangas, light novels ou titres d'anime qui utilisent des mots étrangers, cela permet d'écrire la prononciation tout en indiquant le sens aux nipponophones qui ne sont pas familiers avec cette langue étrangère ;
- également dans les mangas ou light novels, ils permettent parfois de donner une lecture qui ne correspond pas exactement à ce qui est écrit pour donner un sens complémentaire. Cette lecture peut elle-même être composée de kanjis. Cet usage avec des kanjis est appelé furikanji (振り漢字?) en japonais.